# Le Voyage du père (film)
Pour plus de détails, voir Fiche technique et Distribution.
Le Voyage du père est un film dramatique franco-italien de Denys de La Patellière, sorti en 1966.
Avant d'être un film, Le Voyage du père est un roman de l'écrivain Bernard Clavel, paru aux Éditions Robert Laffont en 1965. Bernard Clavel ne goûta pas spécialement les modifications apportées par les scénaristes à son livre et devait par la suite se tourner vers la télévision pour les adaptations de ses œuvres. Le Voyage du père fut un roman de ce qu'on peut appeler sa première période, celle qui se situe avant le prix Goncourt, qui clôt le cycle de La Grande Patience en 1968.

## Synopsis
Dans un petit village du Jura vit un couple de paysans — Monsieur Quantin et sa femme Isabelle — avec leur fille cadette. L'aînée, Marie-Louise, vit à Lyon, où elle travaille dans un salon de coiffure. Pour son anniversaire, cette dernière doit rendre visite à ses parents, mais elle se décommande par télégramme. Après avoir tenté d'apaiser la colère de sa femme, M. Quantin décide d'aller chercher Marie-Louise avec son fiancé. Il entreprend un long voyage, qui prend très vite l'allure d'une quête. Au salon de coiffure, il apprend que sa fille a démissionné depuis deux ans pour se prostituer au salon Trianon dont elle est, également, déjà partie. Puis il se rend à son domicile, où un client attend sa fille. Il ne la trouve finalement pas, apprenant qu'elle vient de partir à Paris, et rentre chez lui, conservant son lourd secret : il dit juste à sa femme que Marie-Louise vit maintenant à Paris et qu'elle gagne beaucoup d'argent. Apprenant cela, Isabelle est très heureuse, pensant que sa fille a réussi comme elle le souhaitait. Et la fille cadette se rassurera avec un cadeau que son père lui a rapporté, lui faisant croire qu'il vient de sa grande sœur.

## Fiche technique
- Titre : Le Voyage du père
- Réalisation : Denys de La Patellière, assisté de Maurice Delbez
- Scénario : Denys de La Patellière, Pascal Jardin, d'après le roman Le Voyage du père de Bernard Clavel aux Éditions Robert Laffont
- Décors : Paul-Louis Boutié, assisté de Michel de Broin
- Photographie : Jean Tournier
- Son : Jean Rieul
- Montage : Claude Durand
- Musique : Georges Garvarentz
- Production : Maurice Jacquin
- Production déléguée : Raymond Danon
- Sociétés de production : Gafer (Paris), Les Films Copernic (Paris), Metropolis Films (Rome)
- Société de distribution : Comacico
- Pays de production :  France,  Italie
- Langue originale : français
- Format : couleur — 35 mm — 2,35:1 — son mono
- Genre : drame
- Durée : 85 minutes
- Dates de sortie :
  - France : 16 septembre 1966
  - Italie : 1er juin 1967
- Affiche : Jouineau Bourduge (France)

## Distribution
- Fernandel : M. Quantin, le paysan jurassien
- Laurent Terzieff : Frédéric, l'instituteur
- Lilli Palmer : Isabelle Quantin, la femme du paysan
- Philippe Noiret : le voyageur mécontent
- Michel Auclair : l'ami et client de Marie-Louise
- Madeleine Robinson : la tenancière du salon « Trianon »
- Étienne Bierry : le patron du bistrot « La Patrie »
- Rosy Varte : la patronne du bistrot « La Patrie »
- Olivier Mathot : le coiffeur
- Jacqueline Jefford : la concierge
- Dominique Page : la voisine de Marie-Louise
- Yves Barsacq : le client du salon « Trianon »
- Annick Allières : l'amie du voyageur mécontent
- Riccardo Garrone : un voyageur
- Marcel Gassouk : le chauffeur de car
- Maurice Nasil : un client du salon « Trianon »
- Monique Vita : Josette, une fille du salon « Trianon »
- François Darbon : le brigadier
- César Torrès : le garçon coiffeur
- Pierre Lafont : un ami du voyageur mécontent
- Denys de La Patellière : figuration non créditée au générique[1]

## Production
Le film a été tourné du 18 mars au 4 mai 1966[réf. nécessaire] dans les lieux suivants[réf. nécessaire] :
- intérieurs aux studios Éclair à Épinay-sur-Seine ;
- extérieurs à Lyon (rue de la République, passage de l'Argue, quai Saint-Antoine, cours de Verdun, gare de Perrache, montée de la Grande-Côte, place Port-du-Temple) et dans le Jura (Saint-Claude, Les Bouchoux, Gex, Ligne des hirondelles).

## Accueil
Les critiques sont négatives, mais l'interprétation de Fernandel est unanimement saluée par la critique.